# ISS-Expedition 28
ISS-Expedition 28 ist die Missionsbezeichnung für die 28. Langzeitbesatzung der Internationalen Raumstation (ISS). Die Mission begann mit dem Abkoppeln des Raumschiffs Sojus TMA-20 von der ISS am 23. Mai 2011 21:35 UTC. Das Ende wurde durch das Abkoppeln von Sojus TMA-21 am 16. September 2011 um 0:38 UTC markiert.

## Mannschaft
- Andrei Iwanowitsch Borissenko (1. Raumflug), Kommandant (Russland/Roskosmos) (Sojus TMA-21)
- Alexander Michailowitsch Samokutajew (1. Raumflug), Bordingenieur (Russland/Roskosmos) (Sojus TMA-21)
- Ronald John Garan (2. Raumflug), Bordingenieur (USA/NASA) (Sojus TMA-21)

Zusätzlich ab 10. Juni 2011:
- Sergei Alexandrowitsch Wolkow (2. Raumflug), Bordingenieur (Russland/Roskosmos) (Sojus TMA-02M)
- Michael Edward Fossum (3. Raumflug), Bordingenieur (USA/NASA) (Sojus TMA-02M)
- Satoshi Furukawa (1. Raumflug), Bordingenieur (Japan/JAXA) (Sojus TMA-02M)

### Ersatzmannschaft
Seit Expedition 20 wird wegen des permanenten Trainings für die Besatzungen keine offizielle Ersatzmannschaft mehr bekanntgegeben. Inoffiziell gelten die Backup-Crews der beiden Sojus-Zubringerraumschiffe TMA-21 und TMA-02M (siehe dort) als Ersatzmannschaft der Expedition 28. In der Regel kommen diese Crews dann jeweils zwei Missionen später selbst zum Einsatz.

## Missionsverlauf
Am 28. Juni 2011 entdeckte die Bodenstation ein bisher unbekanntes Stück Weltraumschrott, das der ISS gefährlich nahekam. Da die Vorwarnzeit zu kurz war, um wie üblich die Bahn der ISS zu korrigieren, begaben sich die sechs Raumfahrer zu ihrer Sicherheit in die beiden Sojus-Raumschiffe. Zuvor hatten sie die Luken zwischen den ISS-Modulen geschlossen und die ISS auf unbemannten Betrieb umgeschaltet. Nachdem das Trümmerstück in 250 Metern Entfernung an der Raumstation vorbeigezogen war, konnte die Besatzung wieder an Bord der ISS gehen.